# Spilosoma krejai
Spilosoma krejai là một loài bướm đêm thuộc phân họ Arctiinae, họ Erebidae.